# Biskupské gymnázium Brno
Biskupské gymnázium Brno a mateřská škola (známé pod zkratkou BiGy) je církevní střední a mateřská škola v Brně zřízená brněnským biskupstvím. Sídlí v Barvičově ulici čo. 85, v budově z let 1939–1941 na vrcholu Žlutého kopce v Masarykově čtvrti v části Stránice.

## Historie
Návrhy na zřízení gymnázia při kněžském semináři se objevily již začátkem 20. století za biskupa Pavla Huyna. Tehdejší plány, které počítaly s přístavbou historické budovy na ulici Veveří, kde seminář sídlil, se nedočkaly realizace kvůli Huynovu přeložení do Prahy, kde se roku 1916 stal arcibiskupem. S dalšími návrhy přišel ve 20. letech regens semináře a pozdější brněnský biskup Karel Skoupý, kterého podporoval i tehdejší administrátor diecéze (od roku 1931 biskup) Josef Kupka. Ve druhé polovině 20. let byly pořádány sbírky, sám biskup Kupka (ještě jako kanovník) přispěl na tento účel 200 000 Kč. V roce 1926 činilo jmění skoro 500 000 Kč, o sedm let později již v rámci založeného spolku Kněžský dorost v Brně 4 513 000 Kč. Dalším darem se stal samotný pozemek na Žlutém kopci, který byl biskupství darován augustiniánským klášterem na Starém Brně, k čemuž došlo v roce 1930. Roku 1933 bylo určeno, že činnost samotného gymnázia budou zajišťovat jezuité.
V polovině 30 let. 20. století byli osloveni tři architekti, aby podali ideový návrh chystané stavby. Protože ani jeden z nich nevyhovoval, přišli architekti Oskar Poříska a Jan Chomutovský se společným návrhem, který byl přijat. Během roku 1937 byly vypracovány podrobné plány a na konci téhož roku bylo zažádáno o povolení ke stavbě. Městské úřady ale vydání stavebního povolení dlouho zdržovaly, došlo k němu až v říjnu 1938. Poté následovalo výběrové řízení stavební firmy, ve kterém byl vybrán stavitel Václav Dvořák. K zahájení samotné stavby došlo až na začátku srpna 1939 za účasti Karla Skoupého. Podle původního plánu měla být budova dokončena do konce roku 1940. Stavbu ale začaly zdržovat německé úřady a postupně také válečné události (nedostatek materiálu apod.). Do smrti biskupa Kupky v červnu 1941 byla dokončena hrubá stavba, poté byla další výstavba německými úřady zcela zakázána.
Teprve v roce 1943 bylo rozhodnuto o dostavbě areálu a jeho pronajmutí složkám SS (Waffen-SS und Polizeiakademie). Pro tyto účely zde byl na podzim 1943 zřízen pobočný koncentrační tábor Brno, do kterého byli umístěni vězni z vyhlazovacího tábora Osvětim-Březinka, jehož byl brněnský tábor pobočkou. Po dokončení budovy zde nadále fungoval koncentrační tábor, probíhaly zde v laboratořích výzkumné práce zbraní, vězni pracovali v různých oborech. V dubnu 1945 byl tábor evakuován. Od května do srpna 1945 zde byla umístěna ruská vojenská nemocnice, po jejímž odjezdu byla budova ponechána ve zdevastovaném stavu.
Po nejnutnějších opravách začala být budova provizorně využívána (1945–1947) jako filozofický institut tovaryšstva Ježíšova, roku 1945 zde byl také umístěn zbytek kněžského semináře, přičemž studenti chodili na gymnázium v Legionářské ulici (dnes třída Kapitána Jaroše). V roce 1946 bylo zažádáno o povolení výuky na Biskupském gymnáziu, které bylo uděleno na podzim téhož roku, přičemž kvůli pozdnímu termínu zde byl zřízen pouze konvikt. Roku 1947 byla v budově zahájena činnost jezuitské koleje (jejím rektorem se stal Antonín Zgarbík) a v září téhož roku začal první školní rok Biskupského gymnázia. Zprvu se vyučovalo v provizorních podmínkách, chyběly omítky, vnitřní i vnější zařízení, úprava hřiště, oplocení aj. Slavnostní zahájení plného provozu gymnázia se uskutečnilo 7. prosince 1947, budovu i s kaplí vysvětil biskup Karel Skoupý. V prvním školním roce zde studovalo 171 studentů v pěti třídách, z nichž 145 bydlelo v konviktu.
Jezuitská činnost zde však netrvala dlouho. Biskupské gymnázium bylo na podzim 1948 zestátněno a v létě 1949 zcela zrušeno. Nižší ročníky zanikly bez náhrady, vyšší třídy se staly součástí gymnázia v Legionářské ulici (profesoři odtud chodili učit na Žlutý kopec), všichni kněží museli až na jediného, který učil náboženství, odejít. Nadále však jezuité vedli konvikt, který zůstal nezávislým až do 15. března 1950, kdy byl i tento ústav přepadovou akcí soudruhů z KSČ ze podpory StB zestátněn. Jezuitští bratři i seminaristé zde mohli zůstat ještě jeden až dva měsíce, než byl celý areál i s gymnáziem, jehož studenti přešli do školy v Legionářské ulici, zcela vysídlen.
Budova byla předána Vojenské škole Jana Žižky a později vojenské akademii. Nakonec bývalé gymnázium získalo Vysoké učení technické v Brně a až do roku 1991 zde sídlila fakulta stavební.
Již začátkem roku 1990 se objevily v Brně první úvahy o zřízení střední školy pro pozdní kněžská povolání, na kterou by později navázalo běžné gymnázium, jakožto nástupce poválečného Biskupského gymnázia. Díky zájmu biskupství, učitelů i ministerstva školství bylo v dubnu 1990 založeno brněnskou diecézí za podpory ministerstva přímo Biskupské gymnázium. 
Pro jeho účely byla církvi navrácena bývalá budova semináře v ulici Veveří. Zájem studentů zcela naplnil plánované třídy prvního školního roku: v rámci čtyřletého gymnázia byly zřízeny dvě třídy prvního ročníku pro 60 studentů a jedna třída druhého ročníku pro 26 studentů. Dvouleté studium s teologickým zaměřením obsahovalo dvě třídy prezenční a jednu dálkovou. Šlo o přípravu pro budoucí studium bohoslovecké fakulty. Při zahájení studia šlo o školu s humanitním zaměřením. Učební osnovy byly rozšířeny o teologické předměty. Ředitelem gymnázia byl jmenován Petr Hruška. Nezbytný doplněk studia představoval seminář pro studenty. Službou prvního rektora semináře byl pověřen P. Julián Vladimír Veškrna z kongregace Bratří Nejsvětější svátosti. Školní rok 1990/1991 byl zahájen 2. září 1990 v kapli gymnázia za účasti biskupa Vojtěcha Cikrleho. V roce 1991 se do majetku církve dostal historický areál Biskupského gymnázia na Žlutém kopci a po nejnutnějších opravách sem byla střední škola přestěhována, čímž definitivně navázala na existenci gymnázia v letech 1947–1950. Na rozdíl od té doby nepůsobí na škole žádný jezuita. Spirituálem školy byl v letech 2005 až 2013 Pavel Konzbul, poté P. Blažej Hejtmánek a v letech 2016 až 2018 P. David Ambrož. Od roku 2018 je spirituálem P. Jiří Janalík.
V budově gymnázia se nachází kaple Nejsvětějšího Srdce Ježíšova, zřízená v roce 1991 a rekonstruovaná v roce 1994. Autorem části její umělecké výzdoby je Milivoj Husák.
Součástí školy je také mateřská škola. V areálu školy sídlilo v letech 1995-2021 Radio Proglas a od roku 2006 regionální studio TV Noe.

## Koncepce školy
V současnosti studují studenti na Biskupském gymnáziu ve čtyřech oborech. Jedná se o všeobecné osmileté gymnázium (v každém ročníku dvě třídy), všeobecné čtyřleté gymnázium, čtyřleté gymnázium s přírodovědným zaměřením a čtyřleté gymnázium s humanitním zaměřením (vždy po jedné třídě v ročníku). Škola tak má celkem 28 tříd a celkovou kapacitu 840 žáků, působí zde 74 pedagogů. Gymnázium se profiluje jako vysoce kvalitní vzdělávací ústav, který poskytuje svým studentům nejenom široké vzdělání, ale i tradiční křesťanské hodnoty. Nejedná se však o výhradně nábožensky zaměřenou školu, necelá polovina žáků totiž pochází z nevěřících rodin.
V budově Biskupského gymnázia se nachází celkem 42 učeben, z nichž 19 je kmenových, ostatní jsou odborné. Dále je pro studenty k dispozici adorační kaple, studovna, víceúčelový sál (kapacita 200 míst), aula (340 míst), gymnastický sál, tělocvična, posilovna, venkovní hřiště s atletickým oválem, informační centrum s knihovnou, přístupem na internet a kopírkami a školní jídelna.

## Osobnosti Biskupského gymnázia
Vyučující
- Milena Fucimanová – spisovatelka, básnířka, překladatelka a lingvistka
- Nora Janečková – redaktorka České televize
- Pavel Konzbul – titulární biskup litomyšlský a pomocný biskup brněnský (2016-2022),14. biskup brněnský (od 2022)
- Zdeněk Papoušek – senátor (2014–2020)
- Vít Slíva – básník
- Marek „Orko“ Vácha – biolog a kněz zabývající se biologickou etikou
- František Fráňa - český římskokatolický duchovní

Absolventi
- Jan Grolich – politik a advokát, od roku 2020 hejtman Jihomoravského kraje
- Matěj Hollan – občanský aktivista, zastupitel a náměstek primátora města Brna a městské části Brno-střed, člen politického hnutí Žít Brno
- Ondřej Liška – předseda Strany zelených (2009–2014) a ministr školství České republiky (2007–2009)
- Apolena Rychlíková – režisérka, aktivistka a novinářka

## Vysílač
Na budově gymnázia se umístěn televizní a rozhlasový vysílač. Nedaleko školy se také nachází Vysílač Barvičova.

### Televize
|        | Multiplex    | Kanál | Kmitočet | Výkon (ERP) | Polarizace |
| ------ | ------------ | ----- | -------- | ----------- | ---------- |
| DVB-T2 | Multiplex 24 | 46    | 674 MHz  | 10 kW       | vertikální |

### Digitální rozhlas
|      | Multiplex  | region | Kanál | Kmitočet    | Výkon (ERP) | Polarizace |
| ---- | ---------- | ------ | ----- | ----------- | ----------- | ---------- |
| DAB+ | Teleko DAB | DAB2   | 8A    | 195,936 MHz | 1 kW        | vertikální |

Od pátku 22. ledna 2020 lokalita Barvičova zvýšila výkon vysílače z 0,2 kW na 1 kW.

### Analogový rozhlas
|    | Stanice                           | Kmitočet  | Výkon (ERP) | Polarizace |
| -- | --------------------------------- | --------- | ----------- | ---------- |
| FM | Radio Čas                         | 95,5 MHz  | 200 W       | vertikální |
| FM | Rádio Dálnice (vysílání ukončeno) | 95,9 MHz  | 50 W        | vertikální |
| FM | Hitrádio City Brno                | 100,8 MHz | 100 W       | vertikální |